# Greg Newton (Radsportler)
Greg Newton (* 23. August 1963 in Cheshire) ist ein ehemaliger britischer Radrennfahrer und nationaler Meister im Radsport.

## Sportliche Laufbahn
Newton war im Bahnradsport und im Straßenradsport aktiv. In der Mannschaftsverfolgung gewann er 1981 den nationalen Titel gemeinsam mit Darryl Webster, Hugh Cameron und Gary Cresswell. 1982 verteidigte er mit Darryl Webster, Hugh Cameron und Philip Rayner diesen Titel. 
1985 gewann er den nationalen Titel im Zweier-Mannschaftsfahren mit Guy Rowland als Partner.
Auf der Straße gewann er eine Reihe britischer Eintagesrennen, Einzelzeitfahren und Tagesabschnitte von Etappenrennen.